# 4249 Křemže
4249 Křemže là một tiểu hành tinh vành đai chính với chu kỳ quỹ đạo là 1873.2400325 ngày (5.13 năm).
Nó được phát hiện ngày 29 tháng 9 năm 1984.